# Bembidion oblonguloides
Bembidion oblonguloides är en skalbaggsart som beskrevs av Carl Hildebrand Lindroth. Bembidion oblonguloides ingår i släktet Bembidion och familjen jordlöpare. Inga underarter finns listade i Catalogue of Life.